# Syngrapha viridisigma
Syngrapha viridisigma là một loài bướm đêm trong họ Noctuidae.